# Tiếng Anh tại Việt Nam
Hiến pháp Việt Nam quy định tiếng Việt là ngôn ngữ quốc gia của Việt Nam nhưng tiếng Anh cũng đang là môn học ngoại ngữ được giảng dạy chính thức trong hệ thống giáo dục quốc dân, và cũng được nhiều tầng lớp người dân theo học hoặc sử dụng trong giao thương. Theo bảng xếp hạng Chỉ số thông thạo Anh ngữ EF, người Việt tại Việt Nam chỉ sử dụng tiếng Anh ở mức độ "trung bình" trong nhiều năm, đặc biệt năm 2019 rơi vào nhóm "kém" (không tính đến lượng người Việt hải ngoại vốn đã sử dụng tiếng Anh thông thạo như người bản xứ).
Theo nhận định chung, việc dạy và học tiếng Anh chính quy tại Việt Nam hiện vẫn đang chú trọng nhiều vào ngữ pháp và từ vựng nhưng ít thực hành. Do đó, nhiều học viên có thể rất hiểu các quy tắc ngữ pháp và có kỹ năng đọc, viết tốt, nhưng lại không thể giao tiếp bằng tiếng Anh trong đời sống được vì kỹ năng nghe và nói kém. Ngược lại, trong tầng lớp sử dụng tiếng Anh không chính quy, đặc biệt là giới giao thương nhỏ lẻ, người ta có thể nói tiếng Anh rất tự tin và trôi chảy, nhưng thường sai về mặt ngữ pháp, cấu trúc câu và kể cả viết và phát âm, và thường được gọi là loại tiếng Anh bồi Vietlish.